# Кашал
Кашал (перс. كشل) — село в Ірані, у дегестані Тутакі, у Центральному бахші, шагрестані Сіяхкаль остану Ґілян. За даними перепису 2006 року, його населення становило 67 осіб, що проживали у складі 19 сімей.

## Клімат
Середня річна температура становить 14,59 °C, середня максимальна – 28,62 °C, а середня мінімальна – 0,41 °C. Середня річна кількість опадів – 1083 мм.
| Клімат поселення                              | Клімат поселення | Клімат поселення | Клімат поселення | Клімат поселення | Клімат поселення | Клімат поселення | Клімат поселення | Клімат поселення | Клімат поселення | Клімат поселення | Клімат поселення | Клімат поселення | Клімат поселення |
| Показник                                      | Січ.             | Лют.             | Бер.             | Квіт.            | Трав.            | Черв.            | Лип.             | Серп.            | Вер.             | Жовт.            | Лист.            | Груд.            |                  |
| Середній максимум, °C                         | 11,68            | 11,56            | 12,96            | 17,80            | 21,48            | 26,92            | 28,62            | 28,51            | 24,05            | 21,16            | 17,18            | 12,65            |                  |
| Середня температура, °C                       | 6,11             | 5,98             | 7,39             | 12,24            | 15,91            | 21,36            | 24,28            | 24,16            | 19,70            | 16,81            | 12,84            | 8,28             |                  |
| Середній мінімум, °C                          | 0,54             | 0,41             | 1,83             | 6,68             | 10,35            | 15,78            | 19,92            | 19,80            | 15,36            | 12,46            | 8,49             | 3,94             |                  |
| Норма опадів, мм                              | 105              | 88               | 87               | 51               | 46               | 31               | 31               | 55               | 116              | 180              | 156              | 137              |                  |
| Середньомісячна швидкість вітру, м/с          | 2.30             | 2.46             | 2.50             | 2.40             | 2.30             | 2.38             | 2.60             | 2.21             | 2.04             | 2.10             | 2.00             | 2.15             |                  |
| Середньомісячна сонячна радіація, кДж/м²·день | 7139             | 9184             | 11148            | 15600            | 19677            | 21631            | 22211            | 18869            | 15512            | 10944            | 8733             | 6760             |                  |
| --------------------------------------------- | ---------------- | ---------------- | ---------------- | ---------------- | ---------------- | ---------------- | ---------------- | ---------------- | ---------------- | ---------------- | ---------------- | ---------------- | ---------------- |
| Джерело:                                      |                  |                  |                  |                  |                  |                  |                  |                  |                  |                  |                  |                  |                  |